# Hugo Schenk

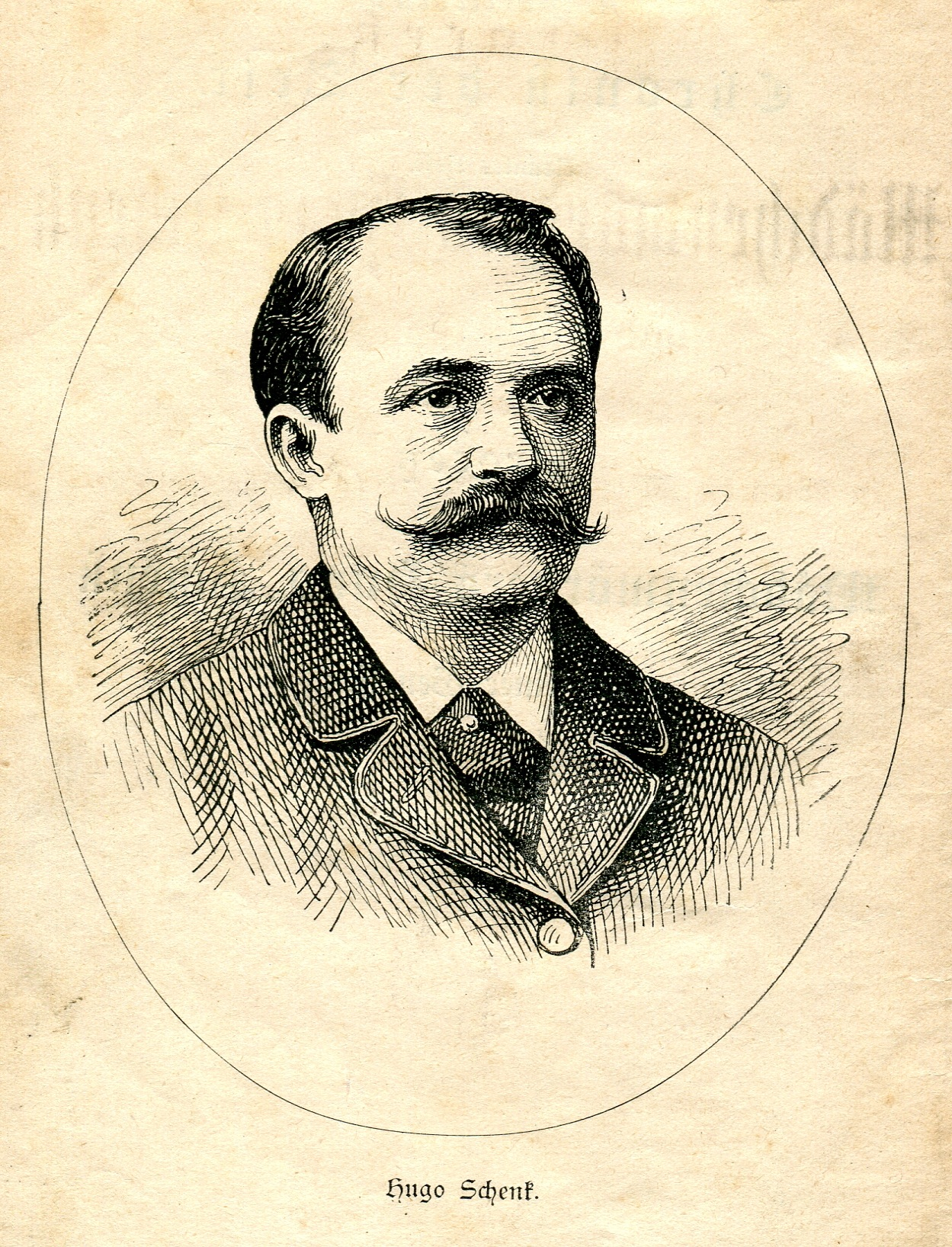
Hugo Schenk (1849–1884)

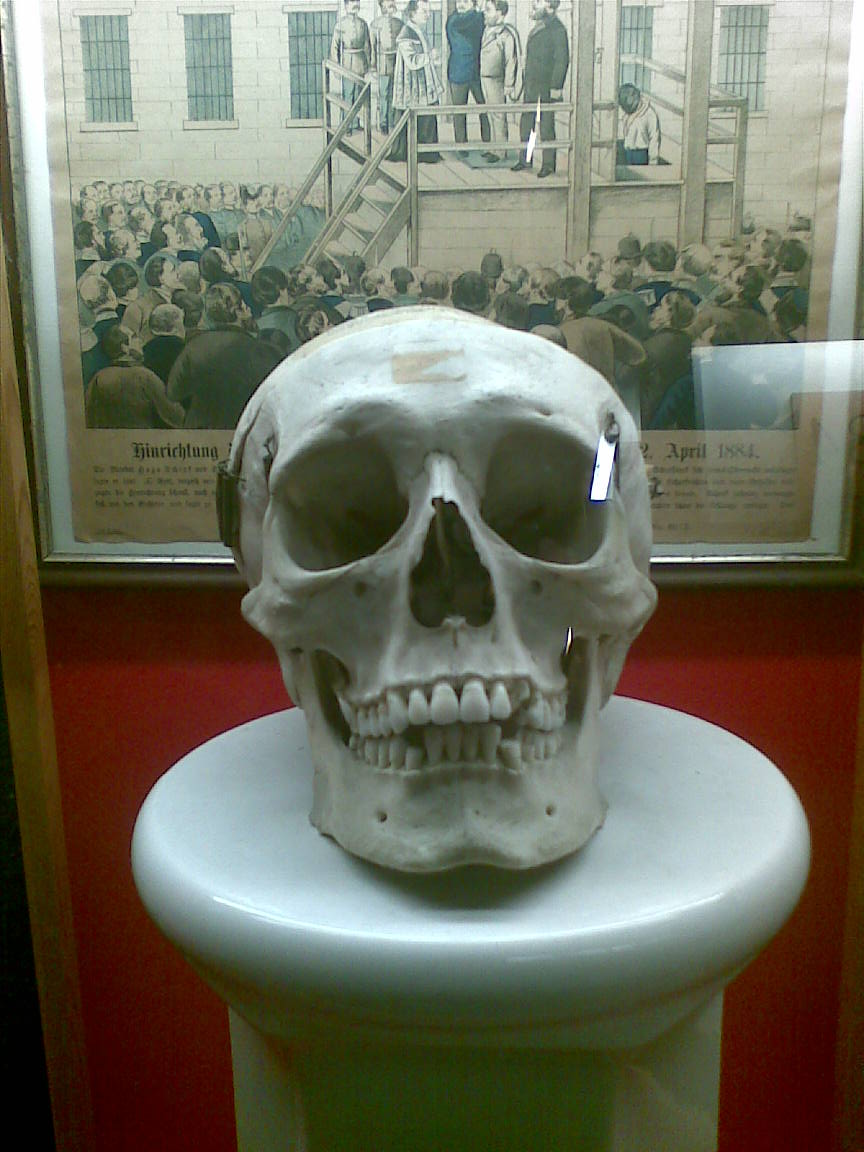
Totenschädel des hingerichteten Hugo Schenk, ausgestellt im Wiener Kriminalmuseum (Im Hintergrund eine Illustration der Hinrichtung)

Hugo Schenk (* 11. Februar 1849 in Czech; † 22. April 1884 in Wien) war ein österreichischer Hochstapler und Serienmörder, der mit Hilfe seines Komplizen Karl Schlossarek (1858–1884) vier Dienstmädchen ermordete.

## Taten
Hugo Schenk stammte als Sohn eines Richters in Teschen aus besserem Hause. Sein Bruder war als Gemeindearzt in Maria Taferl tätig. 1869 und 1870 gab er sich am Beginn seiner kriminellen Laufbahn als vor den Schergen des Zaren aus Warschau geflüchteter Fürst Boleslav von Wilopolsky aus und versuchte, als Heiratsschwindler im mährischen Olmütz und im niederösterreichischen Rosenburg an die Mitgift der vermeintlichen Bräute zu gelangen. Am 5. Dezember 1870 wurde er wegen einer Anzahl schwerer Betrügereien zu fünfjährigem schweren Kerker in der Strafanstalt Mürau verurteilt, aus dem er jedoch nach zwei Jahren begnadigt und entlassen wurde.
Mit 32 Jahren wurde er abermals wegen Heiratsschwindel zu zwei Jahren schwerem Kerker in der Strafanstalt Stein verurteilt. Im Gefängnis lernte er den wegen Diebstahls eingesperrten Karl Schlossarek kennen. Nach der Entlassung im Jänner 1883 traf Hugo Schenk die 34-jährige Josefine Timal, die als Dienstmädchen in Wien arbeitete, wobei er sich als Bahningenieur ausgab und ihr die Ehe versprach. Josefine Timal schenkte ihm Vertrauen, kündigte ihren Dienst, packte all ihre Wertgegenstände zusammen und fuhr mit ihm auf die angebliche Hochzeitsreise nach Krakau. Am Gevatterloch bei Mährisch Weißkirchen vergewaltigte er sie jedoch. Mit Hilfe seines Komplizen Karl Schlossarek knebelte und fesselte er Josefine Timal, raubte sie aus und versenkte sie mit einem schweren Stein in den Abgrund.
Weil Hugo Schenk der Meinung war, ihre Tante Katharina Timal, die als Dienstmädchen in Budweis arbeitete, könnte das Verschwinden ihrer Nichte bemerken, plante er, auch sie zu ermorden. Er schrieb ihr, dass er Josefine Timal geheiratet habe und lud sie mitsamt ihrem Hab und Gut auf sein Landgut ein. Am 21. Juni 1883 holte er sie vom Bahnhof ab und fuhr mit ihr nach Krummnußbaum, wo er sie am Donauufer zusammen mit Schlossarek überwältigte und tötete. Nachdem sie ihr sämtliche Wertsachen abgenommen hatten, versenkten sie Katharina Timal in der Donau. Nur sechs Wochen später ermordete Hugo Schenk das Dienstmädchen Theresia Ketterl unweit des Wasserfalls in Lilienfeld, um an ihre Wertsachen zu kommen; noch heute erinnert der lokale Flurname "Kätherlschlag" (wohl richtiger: Ketterlschlag) an die Tat. Am 28. Dezember 1883 ermordeten und versenkten die beiden das Dienstmädchen Rosa Ferenszi in der Donau bei Kittsee und behändigten sich ihrer Wertsachen.

## Hinrichtung
Am 10. Januar 1884 wurde Hugo Schenk und nur einen Tag später Karl Schlossarek verhaftet. Beide wurden zum Tod durch den Strang verurteilt und am 22. April 1884 im Hof Nr. 1 des Wiener Landesgerichtes hingerichtet.

## Sonstiges
Der Schädel von Hugo Schenk, der nach der Hinrichtung durch den Wiener Neurologen Moriz Benedikt obduziert und neurologisch untersucht wurde, befindet sich im Wiener Kriminalmuseum. Der Schriftsteller Egon Erwin Kisch (1885–1948) hat sich in der Erzählung Eine Frau, die auf Hugo Schenk wartet mit Schenks Verbrechen literarisch auseinandergesetzt.
Zur Person Hugo Schenk entstanden einige Volkslieder, darunter In einem Bergschacht, in einem tiefen Tale, das 1918 in einer Tiroler Liederhandschrift festgehalten wurde (Tiroler Volksliedarchiv, Sign. IIIGB100, S. 88).